# Carl Reinhard (Schauspieler)
Carl Reinhard (* 1763 in Gotha; † 14. Dezember 1837 in München) war ein deutscher Theaterschauspieler, Sänger und Bühnenschriftsteller.

## Leben
Reinhard war als junger Mann Soldat in den USA. Als Schauspieler debütierte er 1787 bei der Theatertruppe von Christian Wilhelm Klos, die in Bonn und Köln spielte. Danach folgten Engagements in Schwerin, Lübeck und Braunschweig. Ab 1793 war er bei Friedrich Ludwig Schröder in Hamburg tätig, ab 1797 in Frankfurt am Main und ab 1798 in Hannover. Von 1803 bis 1805 war Reinhard am Berliner Königlichen Nationaltheater bei August Wilhelm Iffland engagiert. Im Juni 1805 wurde Reinhard Königlich bayerischer Hofschauspieler in München.
In Berlin spielte er u. a. 1803 in Friedrich Schillers Stücken Die Piccolomini und Wallensteins Tod die Rolle des Octavio Piccolomini und in der Erstaufführung von Shakespeares Julius Cäsar in der Übersetzung von August Wilhelm Schlegel am 27. Februar 1804 die Rolle des Poeten Cinna.
1793 heiratet Reinhard die Sängerin Charlotte Henriette, geb. Sallbach (* 1776 in Frankfurt an der Oder).